# مقاطعة بيلقان
مقاطعة بيلقان (بالأذرية: Beyləqan rayonu)‏ هي إحدى مقاطعات أذربيجان. يقدر عدد سكانها بـ 81,700 نسمة ومساحتها 1,131.1 كم2 .